# Sant Domènec de Cervera
Sant Domènec de Cervera és una església gòtica de Cervera (Segarra) inclosa a l'Inventari del Patrimoni Arquitectònic de Catalunya.

## Descripció
Església d'una sola nau amb volta, de creueria amb clau, de llum molt ampla. Presenta sis capelles laterals a cada costat realitzades amb pedra i cobertes amb volta de totxo. L'absis és pentagonal. A cada costat té dues capelles, renovades al segle xviii. La portada, situada als peus, és d'arc de mig punt dovellat, de pedra.

## Història
Va ser construïda al segle xv i formava part de les dependències del Monestir del mateix nom. Patí les devastacions dels francesos l'any 1810 i la destrucció de 1835. actualment és propietat particular.